# オナガザル科
オナガザル科（オナガザルか、Cercopithecidae）は、霊長目に分類される科。別名旧世界ザル、狭鼻猿。24属138種が分類されており、霊長類の中では最大の科である。ヒヒやコロブス、マカク、グエノン、ラングールなどが知られる。
系統学的には新世界ザルよりも類人猿に近い。類人猿とは2500万年から3000万年前に共通祖先から分岐した。本科と類人猿を含む系統群は、約4500万年から5500万年前に新世界ザルとの共通祖先から分岐した。本科の種同士の距離は、類人猿など他の分類群と比べて近縁である。
小型のタラポアン属は頭胴長34-37cm、体重0.7-1.3kgである。最大の種はマンドリルで、雄では体長約70cm、最大体重50kgに達する。顔の特徴は多様で、鼻口部のある種や鼻の短い種、鮮やかな顔を持つ種もいる。ほとんどの種は尾をもつが、物をつかむことはできない。
現在は主にアフリカとアジアに分布しており、熱帯雨林やサバンナなど、さまざまな環境に生息する。かつてはヨーロッパの多くの地域に分布していたが、現在ヨーロッパで生き残っているのはジブラルタルのバーバリーマカクのみである。元々分布していたのか、人間によって持ち込まれたのかは不明である。
コロブスのように樹上棲の種や、ヒヒのように地上棲の種もいる。ほとんどの種は雑食性だが、基本的に植物を好み、食事の大部分を占めている。主に果実を食べるが、花、葉、球根、根茎、昆虫、カタツムリ、小型の哺乳類、ゴミ、人間が与えた食べ物など、入手可能な食物を日和見的に消費する。

## 分類と系統
以下の現生種の分類・和名・英名は日本モンキーセンター霊長類和名編纂ワーキンググループ(2024)に従う。
- オナガザル亜科 Cercopithecinae
  - オナガザル族 Cercopithecini
    - オナガザル属 Cercopithecus
    - ロエストモンキー属 Allochrocebus
    - アレンモンキー属 Allenopithecus
      - Allenopithecus nigroviridis アレンモンキー Allen's swamp monkey

    - タラポアン属 Miopithecus
    - サバンナモンキー属 Chlorocebus
    - パタスモンキー属 Erythrocebus

  - ヒヒ族 Papionini
    - ヒヒ属 Papio
    - ホオジロマンガベイ属 Lophocebus
    - キプンジ属 Rungwecebus
      - Rungwecebus kipunji キプンジ Kipunji

    - ゲラダヒヒ属 Theropithecus
      - Theropithecus gelada ゲラダヒヒ Gelada baboon

    - シロエリマンガベイ属 Cercocebus
    - マンドリル属 Mandrillus
    - マカク属 Macaca
- コロブス亜科 Colobinae
  - コロブス族 Colobini
    - コロブス属 Colobus
    - アカコロブス属 Piliocolobus
    - オリーブコロブス属 Procolobus
      - Procolobus verus オリーブコロブス Olive colobus

  - リーフモンキー族 Presbytini
    - リーフモンキー属 Presbytis
    - ハヌマンラングール属 Semnopithecus
    - ラングール属 Trachypithecus
    - テングザル属 Nasalis
      - Nasalis larvatus テングザル Proboscis monkey

    - ブタオラングール属 Simias
      - Simias concolor メンタワイブタオラングール Mentawai pig-tailed langur

    - ドゥクラングール属 Pygathrix
    - シシバナザル属 Rhinopithecus

ヒト上科とは3600 - 2700万年前または3800 - 2500万年前に分岐したと推定されている。オナガザル亜科とコロブス亜科の分岐年代は、1620 - 1450万年前や1800 - 1100万年前などの説がある。英語の「モンキー」という語は旧世界ザルと新世界ザルを指し、類人猿は含まれないが、類人猿は旧世界ザルの姉妹群である。したがって、類人猿、旧世界ザル、およびパラピテクス科などの絶滅した分類群は、分岐学的には「モンキー」に含まれる。
「旧世界ザル」は狭鼻猿のみならず、類人猿や近縁の絶滅種を含むものと解釈することもできる。その場合、類人猿、オナガザル上科、エジプトピテクス、さらに拡大した定義では広鼻猿も、旧世界ザルの中から出現したことになる。歴史的にはアフリカ・アラビアの猿が、約4000万年前に新世界に漂着し、新世界ザルが生まれた。類人猿は後にアフリカ・アラビアのグループ内から出現することになる。

## 形態
中型から大型であり、コロブスのような樹上棲の種から、ヒヒのような完全に地上棲の種まで様々である。最も小さいものはタラポアン属で、頭胴長は34-37cm、体重は0.7-1.3kgである。最も大きいものはマンドリルで、雄の体長は約70cm、体重は最大50kgである。
尾のない類人猿とは異なり、オナガザル科のほとんどには尾がある。広鼻猿 の尾とは異なり、物をつかむのには適していない。
狭鼻類と広鼻類の区別は鼻腔の構造によって決まり、オナガザル科と類人猿の区別は歯によって決まる。歯の数は両者とも同じだが、形が異なる。広鼻類では鼻孔が横を向いているが、狭鼻類では下を向いている。その他の区別としては、鼓室が管状であることなどがある。歯列は門歯が上下4本、犬歯が上下2本、小臼歯が上下4本、大臼歯が上下6本の計32本。大臼歯には咬頭が4つあり、前方の咬頭と後方の咬頭が側面で繋がり稜歯となる。臀部に角質部（尻だこ）がある。
解剖学上の奇妙な特徴を持つ種もある。例えば、コロブスは樹上での移動を助けるために、親指が短くなっている。テングザルは鼻が著しく長く、シシバナザル属の鼻は平たい。マンドリルの雄のペニスは深紅色、陰嚢は薄紫色で、顔も鮮やかな色をしている。優位な雄ではこの色がより鮮やかである。

## 分布と生息地
現在はアフリカとアジアに分布しており、熱帯雨林、サバンナ、低木地、山岳地帯など、さまざまな環境に生息する。新第三紀にはヨーロッパの多くの地域に分布していたが、現在ヨーロッパで生き残っているのはジブラルタルのバーバリーマカクのみである。

## 生態と行動

### 食性
ほとんどの種は雑食性だが、いずれも植物を好み、食事の大半を占めている。リーフモンキーは最も草食傾向が強く、主に葉を食べており、昆虫はごくわずかしか食べない。他の種は非常に日和見的で、主に果実を食べるが、花、葉、球根、根茎、昆虫、カタツムリ、小型の脊椎動物など、入手可能なほぼすべての食物を食べる。バーバリーマカクの食事は主に葉と根だが、昆虫も食べ、シダーの木を水源として利用する。

### 繁殖と成長
妊娠期間は5-7ヶ月で、産子数は通常一匹だが、人間と同様に双子が生まれることもある。子は比較的よく成長した状態で生まれ、生まれたときから手で母親の毛皮にしがみつくことができる。他のほとんどの哺乳類と比べると、性成熟には4-6年と長い時間がかかる。

### 社会
ほとんどの種では、娘は生涯母親と一緒にいるため、基本的な社会集団は母系制である。雄は思春期に達すると集団を離れ、新しい集団に加わる。多くの種では、1つの集団の雄成獣は一頭で、ライバルを追い払うが、より寛容な種もおり、優位な雄と従属的な雄という階層関係を築いている。集団の規模は、食物やその他の資源の入手可能性に応じて、種内であっても大きく異なる。